# Ca sinh năm nhà Fischer
Ca sinh năm nhà Fischer là ca sinh năm đầu tiên mà tất cả đều sống sót tại Hoa Kỳ. Họ là Mary Ann (người cùng tên với mẹ mình), Mary Magdalene, Mary Catherine, James Andrew, và Mary Margaret.

## Lúc chào đời và thời thơ ấu
Họ được sinh ra tại Bệnh viện St. Luke, Aberdeen, South Dakota, vào ngày 14 tháng 2 năm 1963. Chúng được đặt trong lồng ấp vì chúng là "những đứa trẻ sinh non, nhỏ xíu, nhỏ đến mức bất kỳ ai trong số chúng cũng có thể được bế trên bàn tay". Người ta cho rằng các ca sinh năm được sinh ra từ ba quả trứng khác nhau, dẫn đến 2 đứa trẻ sinh đôi khác trứng và 3 đứa trẻ sinh ba cùng trứng. Họ lớn lên tại Aberdeen, cùng với 6 anh chị em khác của họ. Cha mẹ là Andrew và Mary Ann Fischer, những người đối xử bình thường với con cái mặc dù mọi người coi chúng như một "kỳ quan thiên nhiên hiếm có".  Linh mục Công giáo Lambert Anthony Hoch làm lễ rửa tội cho những đứa trẻ vào năm 1963. Đúng một tháng sau khi chào đời, một cuộc diễu hành kéo dài hai giờ đồng hồ được tổ chức ở Aberdeen cho cặp sinh năm với cha mẹ dẫn đầu đoàn. Cuộc diễu hành đã được theo dõi bởi 50.000 người, trong đó có 24.000 người từ Aberdeen. Năm huy chương của Giáo hoàng Paul VI đã được trao cho gia đình Fischer trong cuộc diễu hành. Do sự chú ý từ công chúng, gia đình đã nhận được một số tiền lớn và mua một ngôi nhà trị giá 100.000 đô la và một trang trại rộng 800 mẫu Anh (320 ha). Khi con gái Cynthia của họ chào đời vào năm sau đó, Mary Ann nói rằng Cindy đã giúp những đứa trẻ sinh năm không nghĩ rằng chúng nổi bật do phần lớn sự chú ý của gia đình đang tập trung vào Cynthia.
Mẹ của những đứa trẻ, Mary Ann Fischer, đã qua đời vào năm 2012. Bố của chúng, Andrew Fischer đã qua đời vào năm 2015.

## Truyền thông
John Bird, phóng viên của tờ The Saturday Evening Post, đã viết về mùa hè đầu tiên của nhóm sinh năm, khi họ được ra ngoài, trong trang trại của gia đình chúng, khi chúng được 22 tháng tuổi. Những đứa trẻ đã được tờ The Saturday Evening Post viết vài lần. Đã từng có một tấm biển ở Aberdeen ghi rằng, "Aberdeen — Quê hương của bộ năm Fischer".
Một bộ phim năm 1963 có tựa đề "Happy Mother's Day" đã được chiếu tại Liên hoan phim Venezia và Liên hoan phim Dok Leipzig. Bộ phim đã giành giải thường ở cả hai liên hoan phim, sau đó được phát sóng trên truyền hình châu Âu và được đăng trên các tạp chí điện ảnh châu Âu. Tuy nhiên, bộ phim không bao giờ được phát sóng trên truyền hình ở Hoa Kỳ. Trong "Happy Mother's Day" , nhân vật Mary Ann Fischer được cho là "âm thầm đau khổ" trong sự chú ý của một người. Kênh truyền hình Mỹ ABC đã chiếu một phiên bản bộ phim đã bị cắt xén nhiều đoạn, có tựa đề The Fischer Quintuplets với nội dung tiêu cực được thay thế bằng lời tường thuật.
Khi nhóm sinh năm lên 5 tuổi, những đứa trẻ được sống cuộc sống ẩn dật. Sau khi sự chú ý của công chúng đã giảm dần, gia đình Fischer quyết định rằng họ muốn con cái của họ có "cuộc sống bình thường nhất có thể". Những hợp đồng độc quyền với các ấn phẩm mang lại cho gia đình 250.000 đô la. Vào năm 1976, khi nhóm sinh năm được 13 tuổi, mẹ của chúng là Mary Ann Fischer nói rằng bà muốn những đứa trẻ này trở thành "những đứa trẻ bình thường". Cha của chúng, Andrew Fischer đã trở thành một chủ trang trại gia súc.
Vào năm 2013, khi nhóm sinh năm đã tròn 13 tuổi, Associated Press đã đăng một câu chuyện kể về cuộc đời họ.